# Diocese de Imperatriz
A Diocese de Imperatriz (Dioecesis Imperatricis), é uma circunscrição eclesiástica da Igreja Católica Apostólica Romana, criada no dia 27 de junho de 1987, através da bula Quae Maiori Christifidelium Spirituali Bono do Papa João Paulo II. É presidida pelo bispo Vilsom Basso e tem como padroeira Nossa Senhora de Fátima.

## História
A Diocese de Imperatriz foi criada a 29 de julho de 1987 pela Bula Quae Maiori Christifidelium Spirituali Bono do Papa João Paulo II, desmembrada da Diocese de Carolina, que tinha como bispo Dom Alcimar Caldas Magalhães.
No dia 20 de Setembro de 1987, foi empossado seu primeiro Bispo diocesano, Dom Affonso Felippe Gregory. No dia 13 de novembro de 2005 em uma Solene Celebração foi empossado o segundo Bispo Diocesano, Dom Gilberto Pastana de Oliveira. No dia 10 de junho de 2017 em uma Solene Celebração na Catedral Nossa Senhora de Fatima foi empossado o terceiro Bispo Diocesano de Imperatriz, Dom Vilsom Basso, SCJ.

## Bispos
|        | Nome                         | Período    | Notas                            |
| Bispos | Bispos                       | Bispos     | Bispos                           |
| ------ | ---------------------------- | ---------- | -------------------------------- |
| 3º     | Vilsom Basso, S.C.J.         | 2017-atual |                                  |
| 2º     | Gilberto Pastana de Oliveira | 2005-2016  | Nomeado Bispo-coadjutor de Crato |
| 1º     | Affonso Felippe Gregory      | 1987-2005  |                                  |